# Торалба
Тора̀лба (на италиански: Torralba; на сардински: Turalva, Туралва) е село и община в Южна Италия, провинция Сасари, автономен регион и остров Сардиния. Разположено е на 435 m надморска височина. Населението на общината е 1001 души (към 2010 г.).